# Lopez Watershed Forest Reserve
Das Lopez Watershed Forest Reserve liegt auf der Insel Luzon, Philippinen. Es wurde am 22. Juni 1940 auf einer Fläche von 418 Hektar in der Provinz Quezon auf den Gemeindegebieten von Lopez, Calauag und Guinayangan eingerichtet. Es ist ein Initialbestandteil des NIPAS-Gesetzes 7586.  
Das Naturschutzgebiet liegt ca. 254 km südöstlich von Manila, es umfasst größere Regenwaldbestände in der Provinz Quezon. Das Naturschutzgebiet liegt in einem hügeligen Gebiet und umfasst ein Höhenprofil von 200 bis 400 Meter über dem Meeresspiegel. Das Klima in dem Gebiet ist tropisch schwülwarm ohne eine ausgeprägte Trockenperiode. 
Das Naturschutzgebiet beherbergt ein weites Spektrum der Flora und Fauna der Philippinen, kleinere Portionen des Gebietes werden als agroforstwirtschaftliche Gebiete von der lokal ansässigen Bevölkerung genutzt.

## Quelle
- Investitionstudie des DENR in der Region Calabarzon (Seite nicht mehr abrufbar, festgestellt im Juni 2020. Suche in Webarchiven)
- Das Naturschutzgebiet auf der Seite des PAWB (Protected Areas and Wildlife Bureau)